# 이향 (1990년)
이향(李香, 1990년 7월 25일 ~ )은 대한민국의 KBS N 스포츠의 아나운서다.

## 학력
- 명지대학교 시각디자인전공 졸업
- 중앙대학교 대학원 신문방송전공

## 경력
| 연도      | 사항                  |
| --------- | --------------------- |
| 2015.6    | SPOTV 아나운서        |
| 2016~2021 | KBS N 스포츠 아나운서 |

## 방송
- 2015년 : SPO TV UHD 스포츠스토리
- 2016년 : KBS N 스포츠 아이 러브 베이스볼 시즌8
- 2017년 : KBS N 스포츠 아이 러브 베이스볼 시즌9
- 2018년 : KBS N 스포츠 아이 러브 베이스볼 시즌10